# Khubelu Community
Khubelu Community är en gemenskap i Lesotho.   Den ligger i distriktet Mokhotlong, i den nordöstra delen av landet, 130 km öster om huvudstaden Maseru.